# Joos Verschuere Reynvaan
Joos Verschuere Reynvaan   (Middelburg, 11 de setembre de 1737 - Vlissingen, 2 de maig de 1809) fou un compositor i escriptor de música neerlandès.
Fou un organista, carillonneur i doctor en dret per la Universitat de Harderwijk. En la portada d'una de les seves obres s'hi troba el títol d'advocat pràctic (practiserend advocaat). Publicà un diccionari de la música amb el títol de Musykaal konsworden boeck, la primera obra holandesa d'aquest gènere (Middelburg, 1789), que no acabà, però més tard redactà un altre treball sobre el mateix tema, la primera part de la qual s'imprimí a Amsterdam (1795), però tampoc va poder acabar aquesta obra. A més, compongué Cathechismus der Musik (Amsterdam, 1788), en el que el nom de l'autor apareix escrit Reynwaen. De les seves composicions només se'n publicaren tres sonates per a piano.